# Hausener Mühlbach
Der Hausener Mühlbach ist ein etwa zwei Kilometer (mit seinem linken Oberlauf Wollenbach zusammen 9,5 km) langer rechter und nördlicher Zufluss der Steinach im unterfränkischen Landkreis Schweinfurt. Er entsteht aus dem Zusammenfluss von Grundwiesentalbach und Wollenbach im Schonungener Ortsteil Hausen.

## Geographie
Der Hausener Mühlbach verläuft am Südrand der Schweinfurter Rhön (Hesselbacher Waldland). 

### Quellbäche
Grundwiesentalbach
Der Grundwiesentalbach ist der gut fünf Kilometer lange, rechte und nördliche Oberlauf des Hausener Mühlbachs. Er ist der hydrologische Nebenstrang.
Er entspringt am Südrand des Üchtelhausener Ortsteils Hesselbach und fließt im Schonungener Ortsteil Hausen mit dem Wollenbach zum Hausener Mühlbach zusammen.
Wollenbach
Der Wollenbach ist der knapp siebeneinhalb Kilometer lange, linke und nordnordöstliche Oberlauf des Hausener Mühlbachs. Er liegt auf dem hydrologischen Hauptstrang.
Er entspringt nördlich von Hesselbach und fließt in Hausen mit dem Grundwiesentalbach zusammen.

### Verlauf

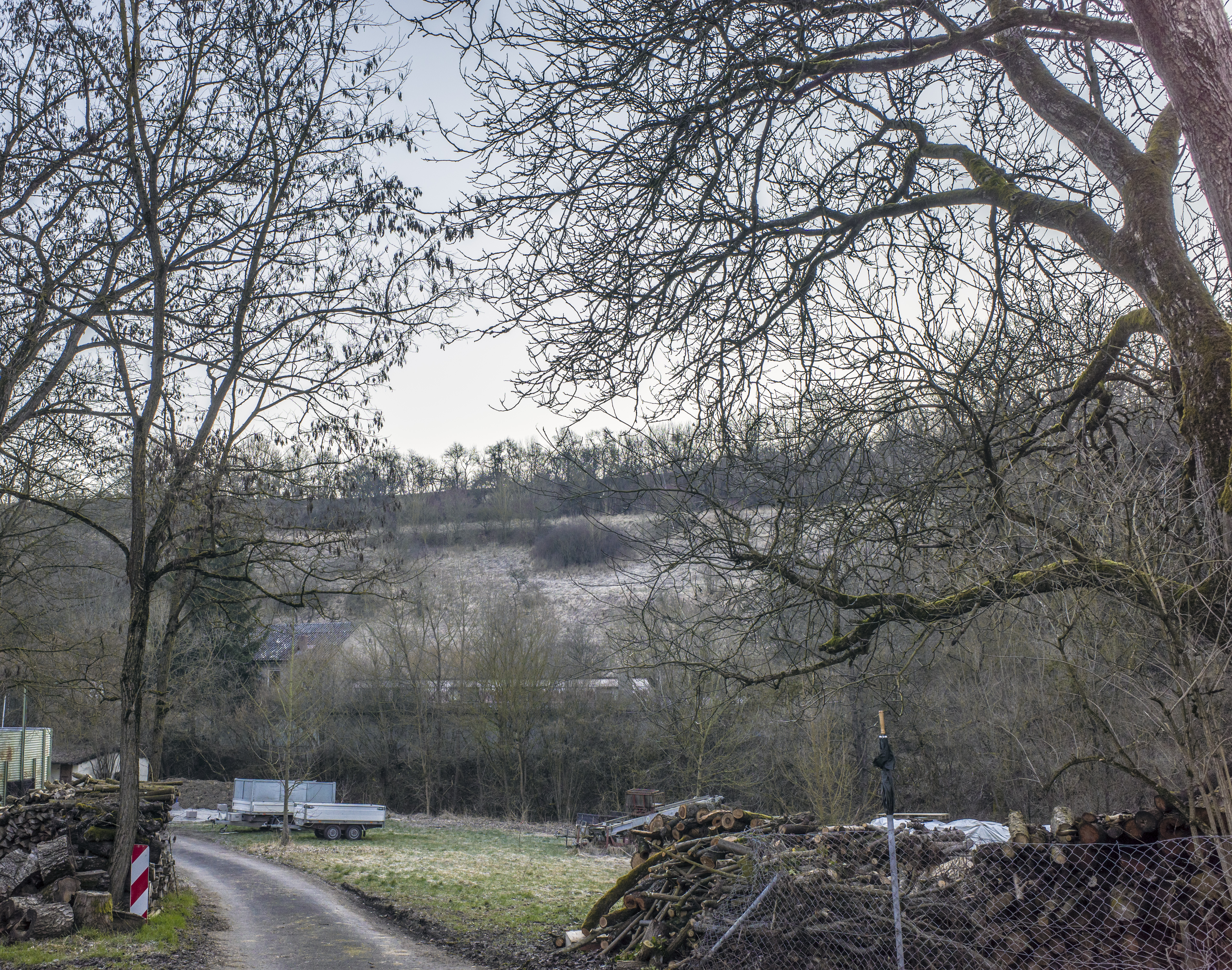
Im Tal des Hausener Mühlbachs
an der Deutschmühle

Durch den Zusammenfluss seiner beiden Quellbäche entsteht auf ungefähr 241 m ü. NHN in Hausen, etwa auf Höhe der Gasse Katzenbrunnen, der Hausener Mühlbach. Verstärkt wird der Bach durch eine starke Quelle mitten im Dorf.
Der Hausener Mühlbach fließt zunächst am Ostrand des alten Dorfkerns durch die Flur Dorfwiesen nach Süden. Er passiert nun die Dorfmühle und dann am Ausgang des Ortes die Lohmühle. Dort fließt ihm auf seiner linken Seite unterirdisch verrohrt der Siegengraben zu. Der Bach läuft danach, begleitet von der SW 26 und gesäumt von einem Gehölzstreifen südwärts durch Felder und Wiesen. Südlich der Flur Schonunger Grund betrieb er früher die Papiermühle und etwas bachabwärts am südwestlichen Fuße des Spitzbergs die Deutschmühle. 
Der Bach erreicht nun den Nordrand von Schonungen, unterquert noch die St 2266, hier Hofheimer Straße genannt und mündet schließlich in Schonungen  auf einer Höhe von ungefähr 216 m ü. NHN von rechts in die aus dem Osten heranziehende Steinach.

### Zuflüsse
- Grundwiesentalbach (rechter Quellbach), 5,1 km
- Wollenbach (linker Quellbach), 7,5 km
- Siegengraben (links), 0,4 km

## Charakter
Der Hausener Mühlbach ist ein grobmaterialreicher, karbonatischer Mittelgebirgsbach mit einer Breite von zwei bis fünf Metern, dessen Ufer von Laubbäumen und Grünland gesäumt wird. Der Lauf krümmt sich nur wenig und auf größerer Längenskala, das Bett ist trapezförmig und die Neigung der Ufer wechselt zwischen flach und steil. Der Hausener Mühlbach fließt nurmehr eingeschränkt natürlich.

## Mühlen
Vom Hausener Mühlbach zweigen oft rechts oder links Mühlgräben ab, die früher die vielen Mühlen am Lauf antrieben.
Vom Zusammenfluss bis zur Mündung
- Dorfmühle
- Lohmühle
- Papiermühle
- Deutschmühle

### BayernAtlas („BA“)
Amtliche Online-Gewässerkarte mit passendem Ausschnitt und den hier benutzten Layern: Lauf und Einzugsgebiet des Hausener Mühlbachs

Allgemeiner Einstieg ohne Voreinstellungen und Layer: BayernAtlas der Bayerischen Staatsregierung (Hinweise)
1. 1 2  Höhe abgefragt auf dem Hintergrundlayer Amtliche Karte (Rechtsklick).
2. ↑  Länge abgemessen auf dem Hintergrundlayer Amtliche Karte.

### Sonstige
1. ↑  Brigitte Schwenzer: Geographische Landesaufnahme: Die naturräumlichen Einheiten auf Blatt 140 Schweinfurt. Bundesanstalt für Landeskunde, Bad Godesberg 1968. → Online-Karte (PDF; 4,3 MB)
2. ↑  Gemeindeteil Hausen (Memento des Originals vom 14. Februar 2019 im Internet Archive)  Info: Der Archivlink wurde automatisch eingesetzt und noch nicht geprüft. Bitte prüfe Original- und Archivlink gemäß Anleitung und entferne dann diesen Hinweis.
3. ↑  Bogen für erweiterte Stammdaten